# 保反夫人
保反夫人（?—?）金氏，又作內禮吉怖、內禮希夫人，新羅第17代君主奈勿麻立干的夫人。
保反夫人是第13代君主味鄒尼師今和光明夫人的女儿，味鄒尼師今二十三年（284年），味鄒王去世，奈勿麻立干元年（356年），味鄒王的女婿兼侄子（味鄒王弟弟金末仇的儿子）金奈勿继承王位。保反夫人有三个儿子訥祗、卜好、未斯欣。

## 家族
- 父亲：13代王味鄒尼師今
- 母亲：光明夫人
- 丈夫：17代王奈勿麻立干
  - 儿子：訥祗，新罗19代王
  - 儿子：卜好，22代王智證王的祖父
  - 儿子：未斯欣